# Satchel
Satchel er et engelsk ord for en skuldertaske, som traditionelt har været brugt til at bære bøger og som skoletaske. Den kan have en skulderstrop som ofte bæres diagonalt over kroppen, så tasken hænger på den modsatte hofte frem for direkte under den skulder, hvor stroppen hænger. Den kan også have to skulderstropper og bæres som en rygsæk. Bagsiden af en satchel går ud i en flap til at lukke tasken med. Til forskel fra en mappe, så har en skuldertaske bløde sider, så den kan foldes sammen. 